# Комоні Еріка-Марта Федорівна
Е́ріка-Марта Федорівна Ко́моні (англ. Erika Komonyi; нар. 10 листопада 1965, Холмок) — українсько-американська художниця, керамістка і дизайнерка угорського походження; членкиня Українського товариства художників «Доля» та Американської мистецької коаліції.

## Життєпис
Народилася 10 листопада 1965 року в селі Холмку Ужгородського району Закарпатської області (нині Україна). 1985 року закінчила ужгородську художню школу; відділення кераміки Ужгородського училища прикладного мистецтва; 1991 року — Львівський інститут прикладного та декоративного мистецтва, де навчалася в Олександра Волошенка, Богдана Коржа, Івана Микитюка. Свої навички зі створення чорнолощеної димленої кераміки вдосконалювалася в Іштвана Фозекоша (Угорщина) та українських майстрів із села Гавареччині на Львівщині.
У 1991 році разом з чоловіком Юрієм Скорупським емігрувала до США, де оселилася у Чикаго. З 1992 року в Чикаго впродовж 25 років працювала художницею-дизайнеркою компанії Йоланди Лоренте.

## Творчість
Працює у галузях живопису, графіки, художньої кераміки. Розробляє дизайн тканин і моделі одягу (зокрема створила сукні для матері Майкла Джексона Кетрін, першої леді Литви Альми Адамкене та співачки Чиказької опери). Учасниця колективних і персональних виставок.
Серед робіт:
- керамічні вази (1990);
- графіка: «Місто» (1991), «Закохані» (1992, картон, акрилік), «Дух вечірнього міста», «Місто», «Ангел-хранитель» (усі — 1993), «Кохання» (1994).

Деякі твори художниці представлені в Українському національному музеї Чикаго, Закарпатському художньому музеї в Ужгороді, приватних колекціях.

### Інші видання
- Г. Стельмащук. Еріка Комоні. Творчий портрет мисткині. — Львів : Колір Про, 2023. — 250 с.
- Erika Komonyi // Art Exhibition: Orizzonti: Ukraine Contemporary Art / Khrystyna Berehovska. — Lviv : Apriori, 2023. — С. 100—101.